# La Baleine (Antarktika)
La Baleine (französisch für ‚Der Wal‘) ist eine Gruppe eng zusammenliegender kleiner Felseninseln vor der Küste des ostantarktischen Adélielands. Im Géologie-Archipel liegen sie unmittelbar vor der Dumont-d’Urville-Station auf der Pétrel-Insel. 
Französische Wissenschaftler benannten sie 1977 so, weil ihr Umriss an die Form eines Wals erinnert.